# カーチス CR

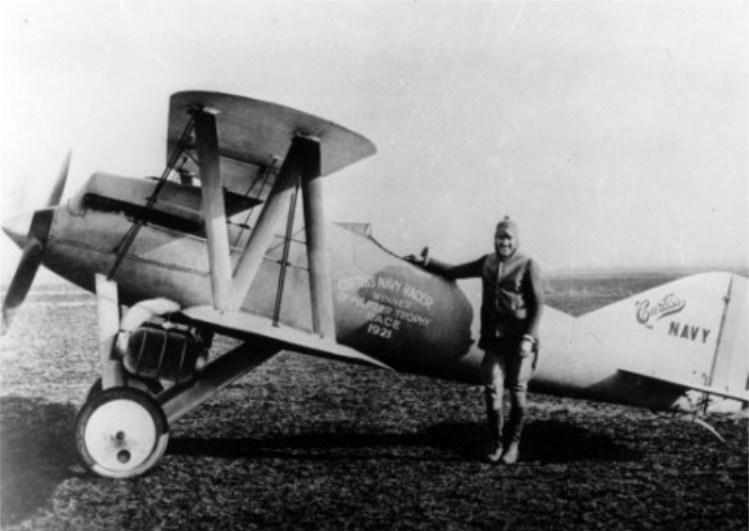
バート・アコスタとカーチスCR-1

カーチス CR（Curtiss CR）は1921年に開発されたアメリカ海軍の競技機である。アメリカ陸軍向けのR-6は1922年に359.72 km/hの速度記録などを樹立し、水上機に改造されたアメリカ海軍のCR-3は1923年のシュナイダー・トロフィー・レースで優勝した。
カーチス CRは通常の形式の単座の複葉機で、モノコックの胴体で同一スパンの上下翼はN字型のストラットで支持されている。アメリカ海軍向けはCR-1、CR-2の記号で製作され、この機体は水上機に改造されて、CR-3、CR-4と呼称が変えられた。陸軍向けに改良型が開発されR-6と呼ばれた。R-6は空力面でさらに改良され表面ラジエターなどが採用された。
カーチス CRは航空機レースで多くの成功を収めた。1921年のピューリツァー・トロフィーにCR-1がバート・アコスタ（Bert Acosta）の操縦で、平均速度283.49 km/hで優勝し1922年のピューリツァー・トロフィーではCR-1を改造したCR-2と陸軍のR-6とで1位から4位までを独占した。優勝はラッセル・モーガン（Russell Maughan）で平均速度は330 km/hであった。この記録は200kmの距離の平均速度の世界記録であった。
アメリカ陸軍はR-6を使って速度の世界記録に挑戦し、1922年10月18日にウィリアム・ミッチェル（William Mitchell）の操縦で、359.72 km/hの記録を樹立し、1923年3月にはラッセル・モーガンの操縦で記録を380.74 km/hに伸ばした。
海軍のCR-2にフロートを装着し、CR-3と呼称をかえた機体は1923年のシュナイダー・トロフィー・レースに参加し、ディビッド・リッテンハウス（David Rittenhouse）が285.457 km/hの平均速度で優勝し、ルトレッジ・アーヴィン（Rutledge Irvine）が平均速度278.970 km/hで2位となった。
CR-3はさらに改良され、CR-4となり水上機の速度記録に挑戦し、1924年に317 km/hの記録を樹立した。

## 要目
- 乗員：1名
- 全長：7.52 m
- 全幅：6.90 m
- 全高：3.27 m
- 翼面積：15.6 m2
- 空虚重量：961 kg
- 全備重量：1,178 kg
- エンジン：1 ×Curtiss D-12 5PL,450 hp
- 最大速度：312 km/h
- 巡航高度：6,706 m
- 航続距離：452 km

## References
- Bowers, Peter M. (1979). Curtiss Aircraft, 1907?1947. London: Putnam & Company Ltd.. ISBN 0-370-10029-8.
- Taylor, Michael J. H. (1989). Jane's Encyclopedia of Aviation. London: Studio Editions. pp. 796.
- World Aircraft Information Files. London: Bright Star Publishing. pp. File 891, Sheet 45.